# تانجونگ بالای-مرال
تانجونگ بالای-مرال (اندونزیایی: Tanjung Balai-Meral) شهری در استان ریائو کشور اندونزی است. جمعیت این شهر بر اساس سرشماری سال ۱۹۹۰ میلادی ۵۶٫۹۹۷ تن بوده که در سال ۲۰۰۷ میلادی به ۱۱۷٫۰۶۲ نفر افزایش یافته‌است.